# Рупперт, Фридрих Вильгельм
Фридрих Вильгельм Рупперт (нем. Friedrich Wilhelm Ruppert; 2 февраля 1905, Франкенталь, Германская империя — 28 мая 1946, Ландсбергская тюрьма) — оберштурмфюрер СС, шуцхафтлагерфюрер концлагеря Дахау.

## Биография
Фридрих Вильгельм Рупперт родился 2 февраля 1905 года. В 1933 году вступил в НСДАП и СС. С 11 апреля 1933 года служил в охране концлагеря Дахау, а также работал лагерным электриком. 18 сентября 1942 года был переведён в концлагерь Майданек близ Люблина, где стал техническим руководителем в лагерной администрации.
С мая 1944 года был комендантом концлагеря Варшау и находился на этом посту вплоть до эвакуации лагеря. С 6 августа 1944 года был первым шуцхафтлагерфюрером в концлагере Дахау. На этой должности Рупперт отвечал за эксплуатацию лагеря, его внутренний распорядок, а также за проведение проверок и условия содержания. 23 апреля 1945 года был заменён Максом Шобертом и некоторое время был 3-м шуцхафтлагерфюрером в Дахау.
В апреле 1945 года Рупперт участвовал в проведении эвакуации заключённых из лагеря. Марш смерти проходил через Пассинг, Вольфратсхаузен, Бад Тёльц по направлению к Тегернзе и закончился 30 апреля 1945 года. Вскоре после этого Рупперта арестовали американцы.

### После войны
5 ноября 1945 года американский трибунал начал главный процесс по делу о преступлениях в концлагере Дахау, на котором Рупперт стал одним из обвиняемых. Ему вменялось в вину проведение карательных мер и казней в лагере. В частности, он был обвинён в казни 90 русских военнопленных в сентябре 1944 года в крематории лагеря, на которой он присутствовал. Кроме того, Руперт пинал заключённых и бил их кнутом. 13 декабря 1945 года он был признан виновным и приговорён к смертной казни через повешение. 28 мая 1946 года приговор был приведён в исполнение в Ландсбергской тюрьме.